# Katholieke Kerk in Oman

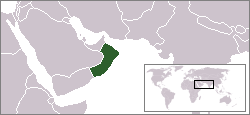
Oman

De Katholieke Kerk in Oman maakt deel uit van de wereldwijde Katholieke Kerk, onder het leiderschap van de paus en de Curie. 
Oman maqakt deek uit van het apostolisch vicariaat van Zuid-Arabië met zetel in Abu Dhabi. 
Apostolisch vicaris is sinds 1 mei 2022 bisschop Paolo Martinelli OFM Cap.
Apostolisch nuntius voor Oman is sinds 22 mei 2023 aartsbisschop Nicolas Thévenin, die tevens apostolisch nuntius is voor Egypte.